# 원기폭발 간바루거
《원기폭발 간바루가》(일본어: 元気爆発ガンバルガー 겡키바쿠하츠간바루가[*])는 엘드란 시리즈 2기 작품으로 일본에서는 1992년 4월 1일부터 1993년 2월 24일까지 방영되었다. 대한민국에는 투니버스에서 《로봇전사 감마》라는 이름으로 방영된 바 있다.

## 줄거리
빛의 전사 엘드란은 마왕 노크아크와의 싸움을 통해 결국 봉인하는데 성공한다. 하지만 마왕의 부하인 미놀리우스는 미처 봉인하지 못했다. 지상으로 도망간 미놀리우스를 봉인하기 위해 다시 엘드란은 3대의 로봇을 만든다. 한편 하늘 초등학교에 다니는 주인공 3인방은 우연히 학교 뒷산에서 이 3대의 로봇을 발견하게 된다. 이 소년들은 엘드란으로부터 전후 사정을 듣고는 대마왕과 싸우는 일에 응하게 되는데....

## 등장인물
- 류자키 리키야 (나대로) / 성우 : 시마다 빈 / 김나연

역전라면집의 장남, 장래 프로야구 선수가 꿈인 듬직한 소년으로 야구를 무시하는 사람을 제일 싫어하며 킹 엘레판을 조정하며 엄청난 괴력을 갖게된다. 방위대 털보장군이 야구를 바보취급해서 화가 나서 레드 감마로 변신해 전차를 엉망으로 만들어버리고 미놀리우스(민호)의 함정에 빠져서 경기를 하지만 마지막에는 초능력 없이 본인의 힘으로 역전 승리. 시리즈 중반부에서 감마 에이스가 위험에처하자 감마 라이온의 조종사가 되는데 미놀리우스가 부른 마계괴물을 물리치는데에는 성공하지만 그 과정에서 노르아크에게 조종을 당한다. 그러나 사람들의 설득에 정의의 마음을 되찾는다. 같은 멤버인 강세찬과 언제나 싸운다.
- 키리가쿠레 코타로 (강세찬) / 성우 : 오리카사 아이 / 박경혜

장난이 심하지만 씩씩하고 명랑한 소년. 고타이거를 조종하며 엄청난 스피드로 움직이는 능력을 갖게 된다. 엄살이 너무 심하고 곤잘레스(강판돌: 세찬의 아버지)를 항상 개취급을 해서 야단을 맞는다. 키리가쿠레 카스미(강세미)를 싫어하지만 시리즈 중반부에서 키리가쿠레 카스미(강세미)가 야미노리우스의 마법에 걸리자 그것을 풀기 위해 배드민턴 경기까지 했었다. 같은 반 학생인 나대로나 주새롬과 항상 싸운다.
- 카자마츠리 요스케 (현승우) / 성우 : 미나미 오미 / 이자명

얌전한 모범생. 감마 삼총사의 두뇌. 마하 이글을 조종하며 먼 곳의 소리를 듣고 물건을 보는 초능력이 있다. 감마 삼총사 중에서는 두뇌역할을 한다. 일류 대학에 가는 것이 꿈이다. 같은 반 학생인 코마키 유리카(가을이)를 짝사랑하는데 그와 같이 바이올린 학원을 다니지만 바이올린을 연주 못해서 그가 연주를 해서 미놀리우스와 마계괴물한테서 레드감마와 옐로감마, 가을이를 구할 수 있었다. 시리즈 중반부에서 엘드란이 준 알을 지키기 위해서 용기를 보여주었는데 그 덕분에 감마 드래곤이 태어날수 있었다. 하지만 아이들 중에서 겁이 제일 많다. 특히 무서워하는 것은 떡과 어묵인데 어렸을 때에 떡이든 떡방아에 들어가서 나오지 못해서 떡 공포증이 생겼다. 그 때문에 떡으로 만든 괴물에게 패배하려는 순간에 가을이가 용기를 줘서 떡 공포증을 이겨냈다. 가을과 데이트 중에 3번 실수를 하는 바람에 고백하지 못하고 가을이 자신을 구해준 블루 감마가 누군지 알면 선물해준다는 말에 정체를 밝히려고 했다.
- 킹 엘레판 : 코끼리가 로봇으로 변신. 감마 에이스의 다리 부분으로 들어간다. 파일럿은 나대로.

- 고 타이가 : 호랑이가 로봇으로 변신. 감마 에이스의 몸통 부분이 된다. 파일럿은 강세찬.

- 마하 이글 : 독수리가 로봇으로 변신하여 감마 에이스의 팔과 날개가 된다. 파일럿은 현승우.

- 리보루가(감마 라이온) : 감마 에이스가 마계괴물에게 위험을 처했을 때 나타난 날개 달린 거대한 사자 형태의 메카. 파일럿은 나대로.

- 게키류가(감마 드래곤) : 엘드란에게 받은 황금알에서 태어난 용처럼 생긴 메카. 파일럿은 현승우. 시계 마계 괴물이 시간을 되돌려 나타난 공룡들을 겁먹게 한다.

- 그레이트 간바루가(그레이트 감마) : 감마 에이스, 감마 라이온, 감마 드래곤이 합체한 로봇으로 초 마계 괴물에게 위험을 당할 때 합체 프로그램이 작동돼서 강세찬이 제대로 맞춰서 위기일발으로 합체한다.

- 곤잘레스 키리가쿠레 토베에(강판돌) / 성우 : 오가타 켄이치 / 정승욱

키리가쿠레가의 닌자로 저주에 걸려 개가 되었지만 무술 실력은 그대로이다. 하지만 아들 강세찬에게 무술을 가르쳐 주려하지만 도망쳐버린다. 강세미가 곤잘레스로 이름을 새로 지어서 곤이라고 자주 부른다. 개가 되면서 항상 동네 고양이와 싸우고 뼈다귀만 찾는 개그캐릭터가 되버린다. 하지만 자신이 개취급 받는 것을 아주 싫어한다. 15화에서 거북이 되거나 까마귀가 되기도 하지만 엘드란의 공격을 받고 원래 모습으로 돌아와 미놀리우스와 호각으로 다투고 끊어진 밧줄을 강력 순간 접착제로 이어서 노르아크를 봉인시킨다. 이 때 떨어져 나간 노르아크의 왼 팔을 만지는 바람에 또 다시 개로 변한다. 옐로감마가 기절해 있는 동안 마계괴물이 만든 가짜 옐로감마 옷을 입고 시노비감마가 돼서 감마 에이스에 올라타 활약하거나 감마 삼총사가 난로 마계 괴물에게 위험에 처했을 때 아들 강세찬에게 무술을 가르쳐 위험을 극복하게 만드는 활약을 한다. 나중에는 3대 마왕이 쓰러지자 원래대로 돌아온다.
- 키리가쿠레 카스미 (강세미) / 성우 : 이토 미키 / 전숙경

강세찬의 누나로 운동을 잘하는 편이다. 처음엔 개가 된 아버지 강판돌을 싫어했으나 자신을 구해준 이후로는 좋아하게 돼서 개집을 만들어주고 곤잘레스라는 이름을 지어준 장본인. 미놀리우스의 마법으로 자신의 배드민턴 라켓을 마계괴물로 만드는 중에 대신 맞아서 새미놀리우스가 되어서 미놀리우스를 마법으로 가둬버리고 그의 램프를 얻어서 본인의 배드민턴 라켓을 마계괴물로 만들고 감마삼총사와 승부하나 결국 강세찬의 활약으로 패배해서 원래대로 돌아온다.
- 야미노리우스 3세 (미놀리우스3세) / 성우 : 故 소가베 카즈유키 / 최재호

엘드란에게 막혀 노르아크가 보낸 대마계 어둠의 마법사이며, 감마 에이스가 나타난 뒤 강판돌을 개로 만들어 버리고 감마 삼총사에게도 똑같이 저주를 건 장본인으로 정체가 탄로나면 개가 되버리기 때문에 번번히 그들의 정체를 알아내려고 한다. 2화부터 과학실의 사람 뼈 모형에서 나온다. 그의 꿈은 이 세계를 대마계로 만드는 것이 목적으로 그 꿈을 이루기 위해 마계 괴물을 부르나 번번히 감마 삼총사에게 패배. 매번 개그를 해서 개그캐릭터로 등극한다. 노르아크의 왼팔로 더욱 강력한 마계괴물을 만들어 도전하나 역시 패배. 노르아크가 깨지고선 노르아크(고크아크)를 자신의 몸속에 두고 힘을 되살리려고 한다. 아이코 선생이 그가 민호란 것을 알게 되고 그뒤로 그를 쫓아다니게 된다. 마지막에 3대 마왕이 부활하자 쓸모없다고 코알라로 변하고 버림을 받는다. 노르아크가 지구를 파괴하려고 하자 개가 된 감마 삼총사를 도와주는데....
- 야미노 (민호) / 성우 : 故 소가베 카즈유키 / 최재호

감마 삼총사를 사랑하는 정의의 저널리스트. 사실은 미놀리우스가 감마 삼총사의 기지를 알아내기 위해 변장한 모습으로 레드 감마와 지구 방위대가 운동장을 두고 싸울 때 나타나서 야구로 결판지어서 방위대가 지면 아이들에게 사죄하고 레드 감마가 패배하면 헬멧을 벗으라는 제안을 하기도 했었다. 돌로 마계 괴물을 만들었을 때 잠시 기억 상실증에 걸려서 선생님 댁에 신세를 지다가 다시 돌아온다. 하늘 초등학교 강세찬네 담임 (타치바나 아이코)선생님이 짝사랑하는 존재이기도 하다. 자신의 소중한 사진을 잃어버린 아이코선생 앞에 정체를 밝히고 그 사진을 찢어버린다.
- 타치바나 아이코 / 성우 : 이토 미키 / 정선혜

나대로, 강세찬, 현승우의 담임 선생님으로 원병태가 짝사랑하는 상대. 미놀리우스가 기억상실에 걸렸을 때 그를 보호해 주었던 여자 선생님. 미놀리우스가 변장한 모습(민호)을 짝사랑하는데 나중에 다시 기억이 돌아온후 청소기 마계 괴물이 나올때, 민호와 같이 찍었던 사진이 미놀리우스 손에 들어가자 자신이 그토록 짝사랑하던 상대가 미놀리우스인걸 알고 절망한다. 그 때 열심히 싸우던 감마 삼총사의 모습을 보고 용기를 얻어 그를 설득하려고 매번 감마와 같이 출동한다. 열심히 스피커를 통해 설득하지만 계속 실패하는데...
- 유우키 치나츠 (주새롬) / 성우 : 시라토리 유리 / 윤여진

기자지망생이자 키리가쿠레 코타로(강세찬)이네반 학급신문기자이다. 매일 감마사진을 찍으러다니면서 특종을 노리나 번번히 실패한다. 강세찬과 매번 싸우지만 마지막화에서 그를 걱정해주는 모습을 보이기도 했다. 곤잘레스가 감마에 올라탔을 때 감마 삼총사와 관련이 있다고 눈치채 그를 감시하게 되다가 곤잘레스의 정체가 닌자 강판돌이란 걸 알게 된다.
- 코마키 유리카 (가을이) / 성우 : 오오타니 이쿠에 / 김선혜[3]

현승우가 짝사랑하는 소녀로 같이 바이올린 학원에 다니고 있다. 블루감마한테서 도움을 많이 받은 적이 있다. 마계괴물의 바이올린 연주를 듣고 옥상에 떨어질 위기에 처했지만 블루감마가 바이올린 연주를 하는 바람에 목숨을 구할 수 있었다. 한번 데이트(고작 코마키 유리카(가을이) 아버지 생신 선물 사러간 것임)를 했었으나 결국 마계괴물에게 방해를 받게 된다. 그때 보여준 용감한 행동 덕분에 코마키 유리카(가을이)는 블루감마를 좋아하게 된다. 또한 떡을 무서워하던 현승우에게 용기를 줘서 떡 트라우마를 극복하게 해준다.
- 타케다 카츠라 (두나) / 성우 : 후카미 리카 / 한원자

타치바나 아이코(강세찬)이네 반 회장이며 아버지가 방위대 소속이다. 가끔 자기 것(케이크, 시계)이 마계 괴물이 되기도 한다. 카자마츠리 요스케(현승우)와 류자키 리키야(나대로), 키리가쿠레 코타로(강세찬)이의 파워벨트에서 나는 소리를 듣고 장난감이라 하고서 선생님께 일러바친다. 깐깐한 모범생형.
- 타케다 장관 (두나네 아버지/털보장군) / 성우 : 니시무라 토모미치/ 시영준

자신의 딸인 두나를 사랑하지만 지구도 사랑하는 열혈 아빠. 지구 방위대의 대장으로 스포츠 야구를 바보 취급한다. 미놀리우스(민호)의 계략에 빠져서 나대로의 팀과 야구시합에서 져서 운동장 자리를 내놓는 듯 했으나 류자키 리키야(나대로)가 그러지 말라고하자 감동해 방위대에 넣어주려고 할 정도로 기분파이기도 하다. 가끔 감마를 도와 유용한 활동을 할 때도 있다. 엘드란 시리즈 모든 작품에 걸쳐 등장한다.
- 류자키 테츠야 (나대호) / 성우 : 오오타니 이쿠에/ 여민정

류자키 리키야(나대로)의 동생으로 주시연의 단짝. 키리가쿠레 코타로(강세찬)이네 어머니의 유치원에 다니고 있다. 감마 삼총사 중에서 레드감마를 제일 좋아한다. 배달은 자신도 할 수 있다며 나대로에게 큰 소리치고 남자의 약속으로 빈 그릇을 가지고오라는 심부름을 지킨다. 자신의 생일 선물 케이크가 개미 마계 괴물에게 크리스마스 선물 자전거가 산타 마계 괴물에게 도둑맞기도 하지만 마지막에 레드감마가 선물해준다.
- 유우키 아키에 (주시연) / 성우 : 후카미 리카/ 한신정

주새롬의 여동생으로 강세찬네 어머님의 유치원에 다니고 있으며 나대호와 단짝친구다. 언니와 비슷해서 한번뿐이기는 하지만 언니보다 앞서서 특종을 잡은적도 있다. 매지션과 싸울 때에는 골칫덩이였으나 물리칠 때는 도움이 많이 되었다.
- 아라키 겐조 (원수퍼 아저씨) / 성우 : 오가타 켄이치 / 김광국

이가 없어 틀니를 했다. 무직인 아들 아라키 쥰(원병태)를 가끔 구박하기도 한다.
- 아라키 쥰 (원병태) / 성우 : 야마구치 켄/ 방성준

대로의 야구팀 코치이기도 하다. 키리가큐레 코타로(강세찬)이 선생님 타치바나 아이코를 좋아하나 선생님이 정의의 기자를 좋아하는 바람에 결국 돈을 털어 기자 패션을 꾸미는 등 기자가 되려고 노력한다. 지우개 마계 괴물에 의해 몸이 투명해져서 하얀 가루를 뒤집어쓰고 화이트감마가 돼서 지우개 마계 괴물의 몸에 하얀 가루를 남겨서 감마 삼총사에게 위치를 알려주는 활약을 한다.
- 리키야(나대로)의 아버지 / 성우 : 야마구치 켄 / 김정은

나대로의 아버지로 나대로가 소속된 팀의 야구 경기가 있을 때마다 와서 응원을 한다. 자칭 배달경력 30년이라고 하지만 확실치 않다. 분식집을 경영하고 있다. 배달 때 땡땡이 치거나 음식을 도둑 맞아서 항상 아내에게 혼난다. 펭귄 마계 괴물 편에서 감마 삼총사가 위험에 처했을 때 그들에게는 따뜻한 라면을 배달하고 펭귄 마계 괴물에게는 고추가 듬뿍 들어간 냉국수를 선물하는 멋진 활약을 선보인 적이 있다.
- 리키야(나대로)의 어머니 / 성우 : 오리카사 아이 / 한원자

류자키 리키야(나대로)네 아버지가 배달을 핑계로 응원갈 때마다 혼내는 잔소리꾼이다. 하지만 진심은 류자키 리키야(나대로) 아버지를 걱정한다.
- 요스케(승우)의 어머니 / 성우 : 오오타니 이쿠에 / 김선혜[4]

카자마츠리 요스케(현승우) 어머니는 카자마츠리 요스케(현승우)가 100점 맞은 시험지들을 최고의 보물이라고 생각한다. 또 카자마츠리 요스케(현승우)가 최고로 좋은 중학교로 들어가기를 원하고 있으며, 승우가 불량한 모습으로 수업을 땡땡이 치면 기절을 한다. 또한 매년마다 현승우가 떡 공포증을 극복하기 위해서 노력을 한다.
- 엘드란 / 성우 : 시마다 빈 / 정승욱

감마 삼총사에게 파워벨트, 감마 에이스를 준 장본인으로 빛의 사람. 노르아크를 봉인하는 것이 임무로, 그 부활을 저지하고 있다. 엘드란 시리즈 모든 작품에 걸쳐 등장한다. 그의 광선을 맞은 자는 대마계의 저주가 풀린다. 감마 삼총사가 대마계로 오자 그들을 지켜주기 위해 치명상을 입게 된다. 개가 된 감마 삼총사를 원래대로 돌려놓고 감마 드래곤의 황금알을 준다.
- 고크아크 (노르아크) / 성우 : 사토 마사하루 / 시영준

마계의 마왕으로 메두사를 연상시키게 하는 외모를 하고 있다. 마왕이면서도 감마를 조종할 정도로 힘이 강한듯 하다. "등장! 감마 라이온, 대로 대 감마 에이스" 편에서 노르아크가 엘드란에게 봉인되고 왼팔이 떨어져나가고 그 왼팔과 동물 마계괴물 백과사전을 준다. 그 왼팔로 더욱 강한 마계괴물을 만들게하고 레드감마를 조종한다. 감마 삼총사에게 패배하고 아직 죽지 않고 영혼이 남아있어 부활의 날까지 미놀리우스의 몸속에 들어간다. 마지막에 자신을 부활시킨 미놀리우스를 배신하고 지구를 파괴한다.
- 사이아크 (실리아크) / 성우 : 야마구치 켄

노르아크(고크아크)와 색깔만 다를뿐, 생김새는 같은 마왕. 노르아크(고크아크)보다 힘은 떨어지지만 여전히 아주 강력한 마왕이다. 후반에 야미노리우스의 꿈에 나타나 부활을 지시한다. 결국 정말 부활에 성공하지만 감마에게 패했으며, 이후 다시 노르아크(고크아크)와 합세하여 감마를 쳐부수려고 하지만 다시 패했다.
- 레츠아크 (레트아크) / 성우 : 시마다 빈

노르아크(고크아크),살리아크(사이아크)와 색만 다르지 모습은 똑같다. 색깔은 연두색. 힘은 3마왕 중 제일 약함. 하지만 후반에 살리아크(사이아크), 노르아크(고크아크)와 함께 부활해 감마를 없애버리려 한다. 그러나 감마에게 지고 다른 2마왕과 결합해 감마와 지구를 없애버리려고 하다가 우주에서 영원히 사라진다.